# Поляничко, Виктор Петрович
Ви́ктор Петро́вич Поляни́чко (9 марта 1937, Ростов-на-Дону — 1 августа 1993, Тарское, Северо-Осетинская АССР) — политический и государственный деятель СССР и Российской Федерации, кандидат исторических наук (1973), член союза журналистов РСФСР. Являлся должностным лицом в ранге вице-премьера России, народным депутатом СССР, народным депутатом Азербайджанской ССР[уточнить], депутатом Челябинского облсовета депутатов трудящихся, делегатом 23-го съезда КПСС.
Погиб в результате террористического акта. Единственный политик в новейшей российской истории, погибший в ранге вице-премьера Правительства РФ.

## Комсомольская работа
В 1959 году был досрочно демобилизован из армии и направлен в качестве начальника комсомольского штаба на ударную комсомольскую стройку Гайского горно-обогатительного комбината.
В 1959—1964 годах — первый секретарь Орского горкома ВЛКСМ. В 1965 году — ответственный организатор ЦК ВЛКСМ. В 1965—1971 годах — первый секретарь Челябинского обкома ВЛКСМ. Делегат XV и XVI съездов ВЛКСМ.

## Партийная работа
В 1972 году — секретарь Челябинского горкома КПСС. В 1972—1978 годах — секретарь Оренбургского обкома КПСС. В 1978—1985 годах — заведующий сектором пропаганды ЦК КПСС. В 1973 году защитил кандидатскую диссертацию на тему «Деятельность партийных и комсомольских организаций по коммунистическому воспитанию рабочей молодёжи в период между XXIII и XXIV съездами КПСС».

## Афганистан
В 1985—1988 годах работал в Афганистане советником ЦК КПСС при Политбюро ЦК НДПА (политический советник Бабрака Кармаля и Наджибуллы). В. П. Поляничко называют одним из разработчиков политики национального примирения в Демократической Республике Афганистан.

## Азербайджан. Осетия. Ингушетия
В 1988—1991 годах — второй секретарь ЦК Компартии Азербайджана. В 1990—1991 годах — член ЦК КПСС.
С 1990 года — руководитель республиканского «Оргкомитета по НКАО». На основании материалов, представленных Комитетом по правам человека ВС РФ и содержащих исследования деятельности В. П. Поляничко, летом 1991 г. Генеральной прокуратурой СССР против него было возбуждено уголовное дело (так же, как и против министра внутренних дел СССР Б. К. Пуго, командующего внутренними войсками МВД СССР генерал-полковника Ю. В. Шаталина и многих других военных и милицейских руководителей).
Бывший секретарь ЦК КПСС по национальным вопросам А. Н. Гиренко в интервью Vesti.az заявил, что позиция Поляничко была однозначной — любой ценой сохранить Карабах в составе Азербайджана.
Однако, по мнению сопредседателя Социал-демократической партии Азербайджана Араза Ализаде, и у азербайджанцев отношение к Виктору Поляничко должно быть однозначно негативным:
«Положительно относиться к нему должны россияне, так как он был патриотом своей родины. Поляничко делал всё, чтобы конфликт в Нагорном Карабахе продолжался вечно. Это ложь, что Поляничко стремился сохранить Карабах в составе Азербайджана. И армяне не имеют права его критиковать, так как он делал всё в пользу Армении, вернее, в пользу России.

Я лично видел и слышал, как азербайджанцам он говорил одно, а армянам другое. Осенью 1991 года в селе Туг были убиты члены азербайджанской и армянской семей. Азербайджанцам Поляничко сказал, что дальше подобное терпеть невозможно, а армянам сказал — надо браться за оружие. Правда, он не знал, что я слышал эти слова. Вот такой это был человек. Что же касается его убийства 1 августа 1993 года, то Поляничко столько натворил на Кавказе, что его мог убить кто угодно. Но однозначно, это сделали не азербайджанцы»

Во время работы в Степанакерте на него было совершено армянами несколько покушений. Вот что пишет в своих воспоминаниях В. В. Кривопусков, занимавший в октябре — декабре 1990 года должность начальника штаба Следственно-оперативной группы (СОГ) МВД СССР в НКАО: 
В ходе нашей встречи я не раз обращал внимание на то, что разговаривал Виктор Петрович громче, чем следовало бы при общении трёх человек. Это, видимо, у него так проявлялись последствия от недавней контузии. В Карабахе армянами на него было совершено три покушения. Первый раз его служебный автомобиль на горной дороге столкнули грузовиком в пропасть. Поляничко в машине в тот момент не было. В следующий раз на железнодорожной станции Степанакерт был взорван штабной вагон, в котором он должен был находиться, но перед взрывом Поляничко вышел из него за несколько минут. Третье покушение чуть не стоило ему жизни. Во время очередного совещания Оргкомитета по НКАО в кабинет… из парка, расположенного напротив, выстрелили из гранатомёта. Только чудо спасло Виктора Петровича и других участников совещания. Он был сильно контужен, что отразилось на его слухе.
В августе 1991 года поддержал ГКЧП, назвав его «обнадёживающей структурой».
С 26 июня 1993 года — глава Временной администрации на территориях Моздокского района, Пригородного района и прилегающих к нему местностях Северной Осетии и Малгобекского и Назрановского районов Ингушетии в ранге заместителя председателя Совета Министров — Правительства Российской Федерации.

## Убийство
Погиб в Северной Осетии 1 августа 1993 года в результате террористического акта. Служебная машина, на которой он направлялся на переговоры с осетинскими полевыми командирами, была обстреляна неизвестными. В теле вице-премьера Поляничко судмедэкспертами было обнаружено 15 огнестрельных ран. Вместе с ним были убиты начальник Владикавказского гарнизона, командир 42-го армейского корпуса генерал-майор Анатолий Корецкий и офицер антитеррористической группы Главного управления охраны «Альфа» старший лейтенант Виктор Кравчук. Ещё четверо военнослужащих получили ранения. Убийство до сих пор не раскрыто. Томас де Ваал в своей книге «Чёрный сад. Между миром и войной» утверждает, что вице-премьер Поляничко «погиб в результате нападения на него группы армянских боевиков в Северной Осетии».
Похоронен на Новодевичьем кладбище г. Москвы.

## Награды
- орден Трудового Красного Знамени (1967, 1988)
- орден Дружбы народов (14 ноября 1980 года) — за большую работу по подготовке и проведению Игр XXII Олимпиады[9]
- орден «Знак Почёта» (1967)
- орден «За личное мужество» (4 августа 1993 года, посмертно) — за мужество и самоотверженность,  проявленные  при  исполнении служебного долга[10]
- медаль «В ознаменование 100-летия со дня рождения Владимира Ильича Ленина» (1970 год)
- медаль «За освоение целинных земель» (1966 год)
- Почётный гражданин Оренбурга, Орска, Гая (24 июня 1993 года).

## Увековечение памяти
С целью увековечивания памяти постановлением № 604 правительства Российской Федерации от 25.05.1994 создан Благотворительный фонд «Будущее отечества» им. В. П. Поляничко, действующий по настоящее время, его возглавляет вдова Л. Я. Поляничко. С 2008 года Л.М. Рабченок является председателем правления фонда. Фонд осуществляет патриотические программы по воспитанию школьников в гг. Москва, Челябинск, Оренбург, Орск, Ростов-на-Дону, Гай, Магнитогорск. В этих городах открыты мемориальные доски памяти В. П. Поляничко.
Именем В. П. Поляничко названы улицы в городах Ростов-на-Дону, Оренбург, Владикавказ, Назрань, в пос. Первомайский Первомайского района и с. Сакмара Сакмарского района Оренбургской области, переулок в г. Гае.
В Челябинске учреждена областная премия им. В. П. Поляничко, создан музей, установлены мемориальные доски на здании Дворца пионеров и школьников и жилого дома, в 1994—2006 гг. проводился ежегодный чемпионат России по боксу памяти Поляничко.
Именем В. П. Поляничко названа средняя школа № 50 города Орска, Центральный парк культуры и отдыха города Орска и школа № 10 города Магнитогорска, МБОУ «Лицей № 20» в г. Ростове-на-Дону.
Так же именем В. П. Поляничко названа средняя школа № 2 (ныне № 10) города Гая, и одна из улиц города.
Имя В. П. Поляничко носит Оренбургский областной Дворец творчества детей и молодёжи.
С 2003 г. на сайте ООДТДМ им. В. П. Поляничко действовал виртуальный музей В. П. Поляничко. 29 октября 2008 г. в ООДТДМ им. В. П. Поляничко открыт музей Виктора Петровича Поляничко. В 2010 г. был создан сайт музея В. П. Поляничко ООДТДМ им. В. П. Поляничко.
В г. Владикавказе Северной Осетии и г. Назрани Ингушетии его именем названы улицы.
Также его именем назван бульвар в г. Горячий Ключ (Краснодарский край).
Памяти В. П. Поляничко посвящена музыкальная композиция под названием «Песня твоих земляков», которая впервые прозвучала в 1997 году в Парламентском центре в г. Москве в день памяти Виктора Петровича. В этой песне есть такие слова: «Пуля может сразить человека, Только память она не убьёт».